# Festival international du nouveau cinéma latino-américain de La Havane 2019
Le Festival international du nouveau cinéma latino-américain de La Havane 2019, la 41e édition du festival, se  déroule du 5 au 15 décembre 2019.

## Déroulement et faits marquants
Lors de la cérémonie d'ouverture du festival, un Corail d'honneur est remis au réalisateur cubain Manuel Pérez Paredes.
Le film Los sonámbulos de Paula Hernández remporte le Grand Corail du meilleur film. Le prix spécial du jury est remis à deux films : La Llorona de Jayro Bustamante et Algunas Bestias de Jorge Riquelme Serrano,.

## Jury

### Jury fictions
- Jeanine Meerapfel (présidente du jury), réalisatrice germano-argentine
- Isaac León Frías, critique péruvien
- Catalina Saavedra Pérez, actrice chilienne
- Sara Silveira, productrice brésilienne
- Arturo Sotto Díaz, réalisateur cubain

## Sélection

### Compétition

#### Longs métrages de fiction
- Un rubio de Marco Berger  Argentine
- El cuento de las comadrejas de Juan José Campanella  Argentine
- La deuda de Gustavo Fontán  Argentine
- La odisea de los giles de Sebastián Borensztein  Argentine
- Los sonámbulos de Paula Hernández  Argentine  Uruguay
- La Vie invisible d'Eurídice Gusmão (A Vida Invisível de Eurídice Gusmão) de Karim Aïnouz  Brésil
- Bacurau de Kleber Mendonça Filho et Juliano Dornelles  Brésil
- Três verões de Sandra Kogut  Brésil
- Divino amor de Gabriel Mascaro  Brésil  Uruguay  Chili
- Algunas Bestias de Jorge Riquelme Serrano  Chili
- Araña de Andrés Wood  Chili  Argentine  Brésil
- Blanco en blanco de Théo Court  Chili  Espagne
- Monos de Alejandro Landes  Colombie  Argentine
- Litigante de Franco Lolli  Colombie
- Buscando a Casal de Jorge Luis Sánchez  Cuba
- La Llorona de Jayro Bustamante  Guatemala
- Asfixia de Kenya Márquez  Mexique
- Esto no es Berlín de Hari Sama  Mexique
- Los lobos de Samuel Kishi Leopo  Mexique
- La bronca de Daniel et Diego Vega  Pérou  Colombie
- Así habló el cambista de Federico Veiroj  Uruguay  Argentine

## Palmarès

### Longs métrages de fiction
- Grand Corail du meilleur film : Los sonámbulos de Paula Hernández
- Prix spécial du jury (ex-æquo) : La Llorona de Jayro Bustamante et Algunas Bestias de Jorge Riquelme Serrano
- Corail du meilleur réalisateur : Jorge Riquelme Serrano pour Algunas Bestias
- Corail du meilleur scénario : Paula Hernández pour Los sonámbulos
- Corail de la meilleure actrice : Érica Rivas pour son rôle dans Los sonámbulos
- Corail du meilleur acteur : Luis Brandoni pour son rôle dans La odisea de los giles
- Prix de la meilleure photographie : Hélène Louvart pour La Vie invisible d'Eurídice Gusmão
- Prix de la meilleure direction artistique : Rodrigo Martirena pour La Vie invisible d'Eurídice Gusmão
- Prix de la meilleure musique : Mateus Alves et Tomaz Alvez pour Bacurau
- Prix du meilleur montage: Sergio Mekler et Laura Marques pour Três verões
- Prix du meilleur son : Eduardo Cácerespour La Llorona

### Premiers films
- Meilleur premier film : Agosto de Armando Capo
- Prix spécial du jury : Las buenas intenciones de Ana García Blaya
- Meilleur contribution artistique : El Príncipe de Sebastián Muñoz
- Mention spéciale : Nuestras Madres de Cesar Díaz